# Qilianshan Lu
Qilianshan Lu (chiń. 祁连山路站) – stacja metra w Szanghaju, na linii 11. Zlokalizowana jest pomiędzy stacjami Liziyuan oraz Wuwei Lu. Została otwarta 31 grudnia 2009.